# カンザス州会議事堂

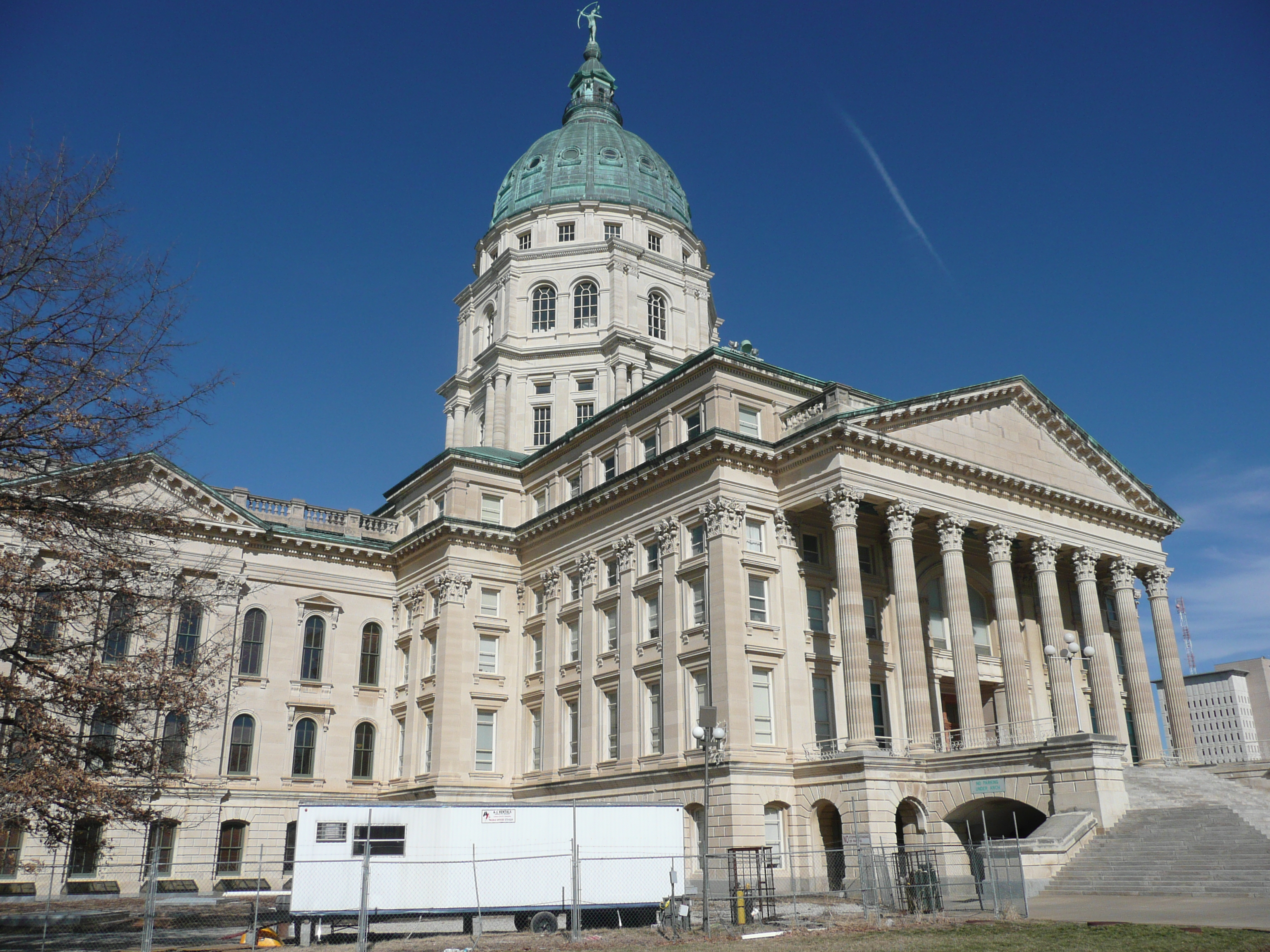
カンザス州会議事堂

カンザス州会議事堂（カンザスしゅうかいぎじどう、Kansas State Capitol）は、アメリカ合衆国カンザス州の州都トピカに立地する同州議会の議事堂。庁舎内にはカンザス州議会の上下両院の議場のほか、州知事室が置かれている。議事堂はトピカ市中心部のやや南西、8thアベニュー、10thアベニュー、ジャクソン・ストリート、およびハリソン・ストリートに囲まれたブロックに立地している。現在の議事堂庁舎は2代目のものである。
ドームを含めた庁舎の高さは304フィート（92.7m）で、連邦議会議事堂よりも16フィート（4.9m）高いが、ドームの直径は50フィート（15.2m）で、連邦議会議事堂のもののおよそ半分である。カンザス歴史協会が行っている議事堂見学ツアーではこのドームの頂上に登ることもできる。見学者は6階から296段の階段を上ってドームの頂上へと達する。
また、議事堂の東ウィング内には、地元カンザス州出身の画家ジョン・スチュアート・カリーの手による、奴隷制度廃止運動家ジョン・ブラウンが中心に描かれた大きな壁画がある。
議事堂が立っている土地は、1862年にアッチソン・トピカ・アンド・サンタフェ鉄道の初代社長サイラス・ホリデイが、自らの経営するトピカ・タウン会社を通して寄付したものであった。庁舎はエドワード・タウンゼント・ミックスが主設計者として設計を行い、地元カンザスのジョン・G・ハスケルがウィングを設計した。東ウィングの建設は1866年に始まり、地元カンザス州ギアリー郡産のライムストーンを用いて行われた。次いで1879年、今度は西ウィングの建設が始まり、石材には東ウィング同様に地元カンザス州、コットンウッドフォールズ産のライムストーンが用いられた。1881年に西ウィングが完成すると、2棟のウィングをつなぐように本館の建設予算が承認され、1884年に建設が始まった。ドームが建設されたのは1889年5月であった。庁舎は1904年3月24日に完成した。その後約1世紀経った2002年10月10日、ドームの頂上に、州の標語であるAd astra per aspera（困難を乗り越えて星空へ）から取られたAd Astraという名の銅像が設置された。この高さ22フィート2インチ（6.76m）、重さ4,420ポンド（2,005kg）の銅像は、地元カンザス州、サライナの彫刻家リチャード・バーゲンの手によるもので、カンザスの語源ともなったカンサ族のネイティブ・アメリカンが弓矢を構え、北極星に狙いを定めているというものである。